# Romolo Costa
Romolo Costa (* 26. Februar 1897 in Asti; † 1. Januar 1965 in Rom) war ein italienischer Schauspieler und Synchronsprecher.

## Leben
Costa widmete sich nach einer Ausbildung als Elektroingenieur ganz dem Theaterwesen. Zunächst wurde er als Nebendarsteller, dann als jugendlicher Held verpflichtet und trat nach dem Ende des Zweiten Weltkrieges neben zahlreichen Bühnengrößen wie Antonio Gandusio, Ruggero Ruggeri, Andreina Pagnani, Carlo Ninchi und Ugo Tognazzi auf. Das italienische Kino entdeckte Costa als Charakterschauspieler mit Beginn des Tonfilmalters und bot ihm bis 1945 zahlreiche Rollen; danach folgten nur noch eine Handvoll Engagements. In den 1930er und 1940er Jahren war er zudem einer der beliebtesten Synchronsprecher und die italienische Stimme von Filmstars wie Warner Baxter, Ronald Colman, Gary Cooper, Pierre Blanchar, Clark Gable, Melvyn Douglas, Fredric March, Fred MacMurray oder Pat O’Brien.
Costa trat auch in der 1941 gedrehten Dokumentation Fantasmi di Cinecittè auf und wandte sich nach seiner Filmkarriere dem Fernsehen zu, bei dem er bis zu seinem Tod beschäftigt blieb.

## Filmografie (Auswahl)
- 1932: Pergolesi
- 1933: Arbeit macht glücklich (Acciaio)
- 1935: Lorenzino de’ Medici
- 1938: Der schwarze Korsar (Il corsaro nero)
- 1938: Ein Mann wird entführt (Hanno rapito un uomo)
- 1938: Dir gehört mein Herz
- 1942: Ein Pistolenschuß (Un colpo di pistola)
- 1953: Das Schiff der verlorenen Frauen (La nave delle donne maledette)
- 1956: La voce che uccide